# Coshocton
Coshocton és una població dels Estats Units a l'estat d'Ohio. Segons el cens del 2000 tenia 11.682 habitants.

## Demografia
Segons el cens del 2000, Coshocton tenia 11.682 habitants, 5.048 habitatges, i 3.160 famílies. La densitat de població era de 603 habitants per km².
Dels 5.048 habitatges en un 28% hi vivien nens de menys de 18 anys, en un 48,5% hi vivien parelles casades, en un 10,8% dones solteres, i en un 37,4% no eren unitats familiars. En el 33,5% dels habitatges hi vivien persones soles el 17,7% de les quals corresponia a persones de 65 anys o més que vivien soles. El nombre mitjà de persones vivint en cada habitatge era de 2,27 i el nombre mitjà de persones que vivien en cada família era de 2,87.
Per edats la població es repartia de la següent manera: un 23,2% tenia menys de 18 anys, un 7,6% entre 18 i 24, un 25,5% entre 25 i 44, un 23,6% de 45 a 60 i un 20,1% 65 anys o més.
L'edat mediana era de 41 anys. Per cada 100 dones de 18 o més anys hi havia 82,2 homes.
La renda mediana per habitatge era de 31.098 $ i la renda mediana per família de 42.088 $. Els homes tenien una renda mediana de 31.163 $ mentre que les dones 22.130 $. La renda per capita de la població era de 17.436 $. Aproximadament el 6,8% de les famílies i el 8,3% de la població estaven per davall del llindar de pobresa.

## Poblacions més properes
El següent diagrama mostra les poblacions més properes.